# 斯凱福雷斯特 (加利福尼亞州)
斯凱福雷斯特（英語：Skyforest）是位於美國加利福尼亞州聖貝納迪諾縣的一個非建制地區。該地的面積和人口皆未知。

## 地理
斯凱福雷斯特的座標為34°14′07″N 117°10′45″W / 34.23528°N 117.17917°W，而該地的平均海拔高度為1750米（即5741英尺）。